# 私さがし
「私さがし」（わたしさがし）は、小松未歩の19枚目のシングル。2003年6月25日にGIZA studioより発売された。規格品番はGZCA-7021。

## 概要
- 前々作「mysterious love」以来にアレンジャーおよびバックコーラスとして徳永暁人を迎えた作品である。自身が作詞に最も重点的に視点を置いた楽曲であるという。

## 収録曲
全作詞・作曲／小松未歩 全編曲／徳永暁人
1. 私さがし
出版者:ギザミュージック
2. 通り雨
出版者:ギザミュージック
3. 私さがし <instrumental>
4. 通り雨 <instrumental>

## 収録アルバム
- 『小松未歩 6th 〜花野〜』(#1,2)
- 『GIZA studio Masterpiece BLEND 2003』(#1)
- 『小松未歩 ベスト 〜once more〜』(#1)